# József Kopácsy
József Kopácsy (Veszprém, 30 maggio 1775 – Esztergom, 18 settembre 1847) è stato un arcivescovo cattolico ungherese.

## Biografia
József Kopácsy proveniva da una nobile famiglia ungherese caduta in fallimento e andò a scuola a Veszprém, dove era già sostenuto dal sacerdote locale. Completò gli studi con una laurea in teologia a Presburgo, l'attuale Bratislava. Dal 1799 lavorò come insegnante di diritto canonico e nel 1805 fu giudice di diritto canonico, e nel 1809 divenne direttore del seminario di Veszprém. Con la morte di Carlo Ambrogio d'Austria-Este entrò nel capitolo della cattedrale di Esztergom e nel 1817 fu nominato prelato.
Nel 1821 fu nominato dall'imperatore vescovo di Székesfehérvár, e nel 1822 ottenne la conferma della Santa Sede e fu consacrato vescovo. Nel 1825 fu trasferito alla diocesi di Veszprém.
Fu nominato membro dell'Accademia ungherese delle scienze nel 1833 e rappresentò l'orientamento nazionalista ungherese. Come vescovo di Veszprém, József Kopácsy ordinò l'utilizzo liturgico della lingua ungherese e nel 1834 fondò un istituto di formazione per insegnanti.
Nella prima metà del XIX secolo, la Chiesa austro-ungarica fu modellata dal giuseppinismo. Poiché la nomina dell'arcivescovo di Esztergom, e quindi del primate d'Ungheria, fu assegnata dall'imperatore austriaco, accadde che alcune sedi vescovili rimasero vacanti, come a Vienna, per motivi politici e tattici, ma anche per motivi di risparmio finanziario. In parte, la Santa Sede aveva richiesto la revoca delle risoluzioni gianseniste e stataliste del sinodo diocesano convocato dal vescovo di Transilvania, Ignác Szepesy, nel 1822. Tuttavia, questo vescovo affermò "che sua maestà le avrebbe permesse". L'imperatore Ferdinando I d'Austria voleva nominarlo arcivescovo di Esztergom nel 1838 - dopo sette anni di sede vacante - e divenne così primate d'Ungheria. Il vescovo Szepesy, tuttavia, morì e il candidato successivo fu il vescovo József Kopácsy.
Inizialmente Kopácsy rifiutò, ma accettò dopo un semestre di riflessione. Ebbe inizio una campagna di odio contro il nuovo primate, che fu accusato a sua volta di giansenismo. Promosse la costruzione del Ponte delle Catene di Budapest.

## Genealogia episcopale e successione apostolica
La genealogia episcopale è:
- Cardinale Scipione Rebiba
- Cardinale Giulio Antonio Santori
- Cardinale Girolamo Bernerio, O.P.
- Arcivescovo Galeazzo Sanvitale
- Cardinale Ludovico Ludovisi
- Cardinale Luigi Caetani
- Cardinale Ulderico Carpegna
- Cardinale Paluzzo Paluzzi Altieri degli Albertoni
- Cardinale Flavio Chigi
- Papa Clemente XII
- Cardinale Giovanni Antonio Guadagni, O.C.D.
- Cardinale Cristoforo Migazzi
- Arcivescovo Michele Leopoldo Brigido
- Arcivescovo Sigismund Anton von Hohenwart, S.I.
- Cardinale Alexander Rudnay Divékújfalusi
- Arcivescovo József Kopácsy

La successione apostolica è:
- Vescovo János Horváth (1831)
- Vescovo Martin Miskólczy (1841)
- Vescovo Antonio Majthényi (1841)
- Vescovo Gábor Balassa (1844)
- Arcivescovo Vojtech Bartakovics (1845)
- Vescovo Jozef von Rudnyánszki (1845)